# Temporal anti-aliasing
Временное сглаживание (TAA), также известное как TXAA (запатентованная технология) или TMAA/TSSAA (временное сглаживание с суперсэмплированием), представляет собой метод пространственного сглаживания для видео, созданного компьютером. Этот метод объединяет информацию из предыдущих кадров с текущим, чтобы устранить неровности в текущем кадре. В технологии TAA каждый пиксель выбирается только один раз для каждого кадра. Однако в каждом новом кадре место выборки меняется. Пиксели, отобранные в предыдущих кадрах, смешиваются с пикселями из текущего кадра, чтобы создать сглаженное изображение. Хотя метод TAA позволяет достичь результатов, сопоставимых с суперсэмплингом, он неизбежно приводит к появлению ореолов и размытости на изображении.

## Реализация TAA
Чтобы получить пиксели в различных позициях для каждого кадра, можно применить эффект «дрожания». Он достигается путём добавления смещения для каждого кадра во время рендеринга. Это смещение представляет собой двумерное пространство, которое сдвигает пиксельную сетку, а его значения X и Y варьируются от 0 до 1.
При объединении пикселей, отобранных из предыдущих кадров, с пикселями из текущего кадра, необходимо соблюдать осторожность, чтобы избежать смешивания пикселей с различными объектами. Это может привести к возникновению ореолов или других артефактов, связанных с размытием изображения. В различных реализациях технологии TAA применяются различные методы, позволяющие достичь этой цели. К таким методам относятся:
- Применение векторов движения из игрового движка для компенсации движения перед смешиванием;
- Ограничение конечного значения пикселя значениями соседних пикселей[3].

## TAA по сравнению с DLSS
Технология DLSS от Nvidia, как и TAA, использует информацию из предыдущих кадров для создания текущего. Однако в отличие от TAA, DLSS не производит выборку каждого пикселя в каждом кадре. Вместо этого он выбирает разные пиксели в разных кадрах и использует те, что были выбраны в предыдущих, чтобы заполнить недостающие пиксели в текущем. DLSS применяет машинное обучение для объединения выборок из текущего и предыдущих кадров, что можно рассматривать как усовершенствованную реализацию TAA.